# Thea Arnold
Theresia Elisabeth Mathilde „Thea“ Arnold (* 11. Dezember 1882 in Fulda; † 26. Januar 1966 in Düsseldorf) war eine deutsche Politikerin (Zentrum, später GVP und BdD).

## Leben
Arnolds Vater war Bürogehilfe. Nach dem Besuch einer Höheren Mädchenschule und des Lehrerinnen-Seminars in Duderstadt, war Thea Arnold seit 1901 Lehrerin an verschiedenen Volksschulen in Hannover. Ab 1911 arbeitete sie an verschiedenen mittleren und höheren Schulen in Koblenz und Düsseldorf. Seit 1919 amtierte sie als Rektorin einer Volksschule in Düsseldorf. Wie die meisten Lehrerinnen der damaligen Zeit blieb sie zeitlebens ledig. Bis 1935 war Thea Arnold Rektorin, in der NS-Zeit wurde sie Mitglied in der NS-Frauenschaft und engagierte sich für den Luftschutz und das Winterhilfswerk. Im Zweiten Weltkrieg leitete sie eine Bereitschaftsgruppe des Deutschen Roten Kreuzes im Kreis Düsseldorf.
Von 1946 bis 1949 leitete Arnold eine katholische Grundschule als Rektorin, ab 1948 war sie daneben Mitglied des Düsseldorfer Stadtrats. Bis 1949 übte sie eine pädagogische Lehrtätigkeit an der Universität zu Köln aus.
Arnold war von 1949 bis 1953 eine Wahlperiode lang Mitglied des Deutschen Bundestages. Sie vertrat dort zuerst die Deutsche Zentrumspartei, die ab dem 14. Dezember 1951 mit der Bayernpartei die Fraktion Föderalistische Union bildete. Am 9. Dezember 1952 trat sie mit Helene Wessel und Hermann Etzel sowie dem CSU-Abgeordneten Hans Bodensteiner zur neu gegründeten GVP über. Sie verließ die Partei jedoch bereits im Jahre 1954 wieder und kandidierte für den Bund der Deutschen (BdD) zur Landtagswahl in Nordrhein-Westfalen. Gemeinsam mit Wilhelm Elfes führte sie diese Partei in den 1950er Jahren.